# Recoima
Recoima (em árabe: رأس الخيمة; romaniz.: Ras al-Khaimah "na parte superior da tenda") é um dos emirados dos Emirados Árabes Unidos. Abrange uma área de 1 700 km². Recoima está na parte norte da Península Arábica, fronteira com Omã.
Esta localidade era apenas um pequeno povoamento anexo a Julfar, que prestava vassalagem a Ormuz sobe o domínio do Reino de Portugal e que chegou a estar ocupada pelos portugueses, tendo sido depois substituída a importância dela após a sua destruição pelas tropas inglesas no princípio do séc. XIX.